# Stenoptilia pallistriga
Stenoptilia pallistriga è una falena della famiglia Pterophoridae descritta da William Barnes e James Halliday McDunnough nel 1913. È trova principalmente in Dominica, Ecuador, Giamaica, Paraguay e Suriname ma anche negli Stati Uniti in Florida e Mississippi. Hanno un’apertura alare di 14-16 mm.